# Sigurður Hlöðvisson
Sigurður Hlöðvisson (norwegisch Sigurd Lodvesson) (* um 960; ⚔ 23. April 1014 in der Schlacht von Clontarf) war von 991 bis 1014 Jarl von Orkney.
Er war der Sohn von Hlodvir Thorfinnsson, dem er bei dessen Tod 991 als Jarl von Orkney nachfolgte. Er war nördlich von Schottland ein bedeutender Machtfaktor. Er war verheiratet mit Plantula, der Tochter König Malcolms II. von Schottland. Ihr Sohn war Thorfinn Sigurdsson der Mächtige, Jarl von Caithness.
Sigurður Hlöðvisson wird in der Orkneyinga saga, der Njáls saga, in Snorri Sturlusons Heimskringla und in anderen mittelalterlichen Schriften erwähnt. Nach der Njáls saga bat ihn König Sigtrygg von Dublin um Unterstützung gegen den irischen Hochkönig Brian Boru. Nach der Njáls saga und nach irischen Quellen des 12. Jahrhunderts kam Sigurður der Bitte nach, und dieses Unternehmen endete 1014 in der verlorenen Schlacht von Clontarf bei Dublin, in der Sigurður fiel.
Die Heimskringla berichtet, Harald Hårfagre († 933) habe von den Bewohnern der Orkneys 60 Mark in Gold als Buße verlangt, worauf der damalige Jarl Einar in Vorlage getreten sei und dafür alle Güter der Einwohner zu Eigentum erhalten habe. So hätten alle Jarls alles Land auf den Orkneys besessen, bis Jarl Sigurður den Bauern die Güter zurückgegeben habe.
Auch die isländische Gunnlaugr Ormstungas saga über den Skalden Gunnlaugr ormstunga Illugason erwähnt Jarl Sigurður. Sie berichtet, er sei von Irland nach den Orkneys gereist und habe einen Winter bei dem Jarl verbracht, bevor er nach Schweden weitergereist sei.
Nach der Orkneyinga saga zwang Olav Tryggvason Jarl Sigurður, sich taufen zu lassen. Nach derselben Saga hatte er von Nebenfrauen drei weitere Söhne, Sumarliði, Brúsi und Einar, die die Inseln nach dem Tode ihres Vaters unter sich aufteilten.